# RCAスタジオB

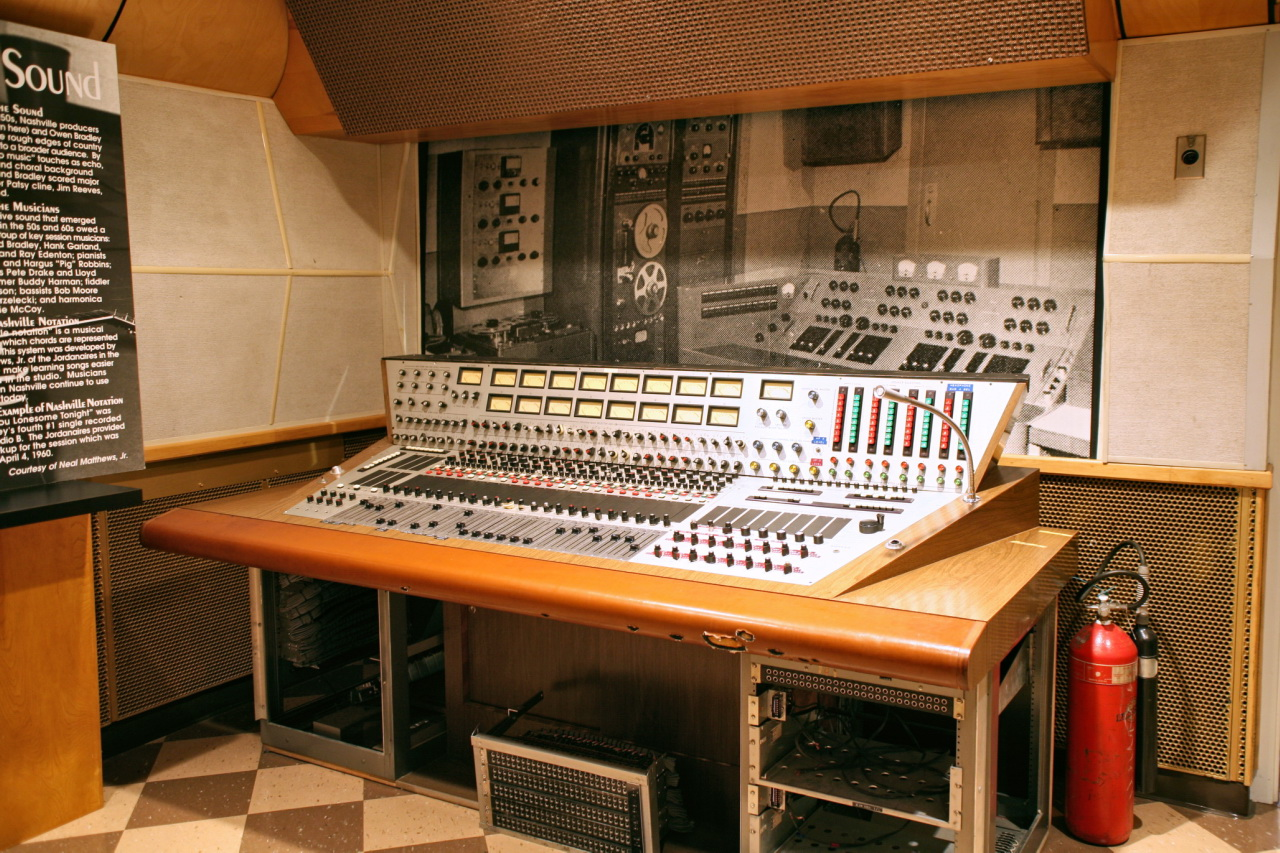
RCAスタジオB

RCAスタジオB (RCA Studio B ) は、アメリカ合衆国テネシー州ナッシュビルにある歴史的なレコーディング・スタジオ。元々は「RCAスタジオ」とだけ呼ばれていた。1960年代、ナッシュビル・サウンドの中心地として有名になった。
洗練され、バック・コーラスや弦楽器の特色を持つナッシュビル・サウンドはカントリー・ミュージックの人気再建に貢献し、テネシー州ナッシュビルを世界のレコーディングの中心地とした。
2012年、アメリカ合衆国国立公園局はRCAスタジオBにアメリカ合衆国国家歴史登録財に認定した。

## 経緯
1956年、RCAビクター・レコードや他のレコードレーベルのために、チェット・アトキンスとスティーブン・H・ショールズの要請によりダン・マドックスが建てた。チェット・アトキンスによると、スタジオのプランはRCAのチーフ・エンジニアでレコーディング・マネージャーであったビル・ミルテンバーグによりナプキンに書かれた。
4ヶ月かけて37,515ドルで建設された。録音スタジオはフロントとオフィスがついた1階立てであるが、中央管理室には2階があり、反響室となっている。スタジオそのものは13m×8m×4mである。1960年と1961年、オフィス部分、テープ・マスタリング室、ラッカー・マスタリング・ラボの増築を行なった。1964年、17番通り沿いにより大きなスタジオAが建設され、この時から古いスタジオはスタジオBと呼ばれるようになった。
最初のチーフ・エンジニアは短気なボブ・フェリスで、収録中にアトキンスが動くと怒った。1959年3月終盤にフェリスの後任にビル・ポーターが就き、6月までにブラウンズのナンバーワン・ヒット『The Three Bells 』に携わった。ポーターはスタジオの共鳴による周波数応答が一定でないことが音響面での問題と考えていた。この問題解決のため、彼はスタジオの経費約60ドルでロックウールの音響屋根板を購入し、三角に切って屋根から様々な高さに吊るした。これらは「ポーター・ピラミッド」と呼ばれた。またポーターは共鳴の影響が最小になる箇所を探して床に×印をつけていき、リード・ボーカル、バック・コーラス、アコースティック・ギタリストのマイクをそれぞれに設置していった。この改善後、ドン・ギブソンはアルバム『Girls, Guitars and Gibson 』をこのスタジオで収録した。ポーターは後のインタビューで、周囲の人々が改善前後の音の違いに驚いていたと語った。
1994年、ドリー・パートンは自身の著書『My Life And Other Unfinished Business 』の中で、RCAとの契約直後の1967年9月、初めてのレコーディング・セッションをスタジオBで行なうことになり、アルバム『Just Between You and Me 』収録の時間に間に合わせるため急いでいて車をこの建物にぶつけたエピソードを披露している。この痕跡は今もこの建物に残っている。

## 学習施設として
1977年、当時近隣にあったカントリー・ミュージック殿堂博物館で申し込んだ上でツアーとして見学できるようになり、1992年、ダン・マドックスが亡くなると、この建物は殿堂博物館に寄付された。2001年に殿堂博物館がダウンタウンに移転するまで殿堂博物館が単独で操業していた。
現在、殿堂博物館とベルモント大学のマイク・カーブ・カレッジ・オブ・エンターテイメント・アンド・ミュージック・ビジネスの共同経営となっている。学生はこのスタジオでアナログ・レコーディングの基礎を学ぶことができる。
毎日10時半から14時半までツアーが行なわれているが、カントリー・ミュージック殿堂博物館で事前申し込みが必要である。

## 特記事項
1962年に『グランド・オール・オープリー』で「スペインのハンク・ウィリアムズ」と紹介されたナッシュビルの画家、歌手、シンガーソングライターのギル・ヴィダがRCAスタジオBでレコーディングした最初のスペイン語圏の人物である

## レコーディングを行なった主なアーティスト
スタジオBでレコーディングを行なった著名なアーティストを姓のアルファベット順で以下に示す。
- エディ・アーノルド[11]
- チェット・アトキンス[11][12]
- ボビー・ベア[11]
- ハロルド・ブラッドリー[12]
- ブラウンズ[11]
- ジェリー・バード[11]
- フロイド・クレイマー[11]
- スキーター・デイヴィス[11]
- ドッツィー[11]
- エヴァリー・ブラザーズ[11]
- コニー・フランシス[13]
- ハンク・ガーランド[12]
- ドナ・ファーゴ[11]
- ドン・ギブソン[11]
- ミッキー・ガイリー[11]
- ボビー・ゴールズボロ[11]
- ビリー・グラマー[11]
- バディ・ハーマン[12]
- ジョン・ハートフォード[11]
- アル・ハート[13]
- ホーマー・アンド・ジェスロ[11]
- ノーマ・ジーン[11]
- ウエイロン・ジェニングス[11]
- グランパ・ジョーンズ[11]
- ジョーダネアーズ[14]
- アニタ・カー・シンガーズ[12]
- ハンク・ロックリン[11]
- ジョン・D・ラウダーミルク[14]
- ボブ・ルマン[13]
- チャーリー・マコイ[12]
- ロジャー・ミラー[11]
- ボブ・ムーア（英語版）[13]
- ウィリー・ネルソン[11]
- ロイ・オービソン[11]
- ドリー・パートン[11]
- エルヴィス・プレスリー[11]
- チャーリー・プライド[11]
- ブーツ・ランドルフ[11]
- ジム・リーヴズ[11]
- トミー・ロー[13]
- ロニー&デイトナズ[13]
- コニー・スミス[11]
- ハンク・スノウ[11]
- ストロークス[11]
- ゲイリー・スチュワート[11]
- スー・トンプソン[13]
- ジョニー・ティラットソン[11]
- アーネスト・タブ[14]
- ヴェルヴェッツ[11]
- ポーター・ワゴナー[11]
- ギリアン・ウエルチ[11]
- ドッティ・ウエスト[11]